# ناحیه پاپا
ناحیهٔ پاپا (به مجاری:  Pápai járás) یک ناحیه در مجارستان است که در وسپرم واقع شده‌است. ناحیهٔ پاپا ۱٬۰۲۲٫۰۹ کیلومتر مربع مساحت و ۵۹٬۳۱۰ نفر جمعیت دارد.